# 讓-弗朗索瓦·皮拉特爾·德·羅齊耶
讓-弗朗索瓦·皮拉特爾·德·羅齊耶（法語：Jean-François Pilâtre de Rozier，1754年3月30日—1785年6月15日），法國物理教師，也是航空學的先驅之一。1783年11月21日，他和弗朗索瓦·洛朗·達爾朗德駕駛孟格菲兄弟的熱氣球於巴黎近郊布洛涅林苑升空，是史上最先駕駛航空器的兩人。他於1785年在維姆勒附近死於一場熱氣球意外。月球上的皮拉特爾環形山以他命名。